# デルタフォース (2025年のゲーム)
デルタフォース（英語: Delta Force、中国語: 三角洲行动）は、ゲーム開発スタジオTiMi Studiosにより開発・運営している同名のFPSシリーズのリブート作品。基本プレイは無料。
当初は「デルタフォース・ホークオプス（Delta Force:Hawk Ops）」という名前でリリース予定だったが変更された。
PC版は2024年12月5日に正式リリースされた。モバイル版は2025年1月20日にリリース予定だったが、2025年の4月22日にiosとアンドロイドでリリースされた。CS版のリリース日は不明。

## モード
オペレーションズ（英語：Operations）
PvPvEモードであり、テクノロジー企業ハヴォック(HAVOKK)に統治されていたが現地民が反乱を起こした2034年のアサラ地域が舞台。プレイヤー達はチームを組み、アサラの武装組織やハヴォックの傭兵そして他のプレイヤー部隊と交戦しながらタスクの遂行や物資回収等をして撤退する。
ウォーフェア（英語：Warfare）
32対32のPvPモードであり、大規模マップで武器や乗り物などを駆使して対戦する。
攻守に分かれて戦う「攻防」、拠点を奪い合う「占領」の二つのモードがある。
「攻防」
プレイヤーは防衛側のチームと攻撃側のチームに分かれる。
ゲーム開始時、全ての拠点は防衛側に支配されている。
戦場には複数のエリアと拠点があり、攻撃側はエリア毎の拠点を占拠することで次のエリアに進軍が可能になり、防衛側の本部(最終拠点)を占領すると攻撃側の勝利となる。
防衛側は攻撃側から拠点を奪われるのを防ぎながら敵を倒す。攻撃側の残機(攻撃側チームがリスポーン可能な回数)が0になると勝利する。防衛側の残機は無制限で何回でもリスポーン可能。
攻撃側は防衛側の拠点を奪う。防衛側本部(最後の拠点)を奪うと攻撃側が勝利する。
攻撃側のみリスポーン回数200人までの制限があり、誰かがリスポーンすると残機が消耗されるため、ダウン時に支援兵または分隊メンバーに救助される可能性がある場合は、すぐにリスポーンせずに少し待つ必要がある。
「占領」
2チームに分かれ戦場にある拠点を巡り争う事で資源(ポイント)を競い合う。先に1000ポイント獲得したチームが勝利する。
敵を倒すと+1ポイント、拠点を制圧すると+20ポイント獲得できる。
リスポーン回数は無制限

ブラックホークダウン（英語：Black Hawk Down）
元シリーズの「ブラックホークダウン」のリメイクで、史実通り1993年のソマリアを舞台にしたキャンペーンモード。

## オペレーター
オペレーター達は、「オペレーションズ」の世界観においてアサラ地域の紛争解決を委任された世界的対テロ特務機関「G.T.I.」のエージェントという設定である。

### 突撃兵
ダイアウルフ
本名はカイ・シルヴァ。強化外骨格とハンドキャノンを装備する。パッシブにより、唯一スライディングが可能。
威龍
本名はワン・ユーハオ。圧縮空気弾を放ち敵を一時的に行動不能にする「虎蹲砲」の他、動力補助を受けたダッシュも使う。
ノーネーム
本名はエリ・ド・モンベル。足音などの音を小さくし敵の索敵で位置がバレない各種ジャマーと、当たった敵をロックオンしダメージを与えるブレードを装備する。

ゲイル
本名はクレア・アン・バイヤーズ。40m以内ならいつでも発動地点に引き返せるワイヤーと、周辺の敵の武器を一時的に使用不可にするクナイなどが使える。

### 工兵
ウルル
本名はデイビッド・フェレール。焼夷弾およびドローンでの爆撃や防御壁の設置を行う。
シェパード
本名はテリー・ムーサ。ソニックムーブで敵を制止するドローンやトラップを装備する。

ディープブルー
本名はアレクセイ・ペトロフ。グラップルガンで人やアイテムをひきつけたり、伸縮式シールドで攻撃を防ぐ。

### 支援兵
スティンガー
本名はロイ・スミー。回復銃と煙幕ドローンで味方を支援する。
蠱毒
本名はゾーヤ・ポンチェンコワ。前方にドローン群を展開し、敵のHP上限を低下させたりさせたり、視覚を持続的に妨害する。

### 偵察兵
ルナ
本名はルナ・キム。弓を装備し、偵察ソナーまたは電流攻撃をする矢を放つ。
ハッキングクロー
本名はマイ・シャオウェン。電子装置での索敵の他、閃光弾や投げナイフを用いる。